# Univerzita Paříž V
Univerzita Paříž V, francouzsky plným názvem Université Paris V Descartes je francouzská vysoká škola a jedna z univerzit, které vznikly rozdělením starobylé Pařížské univerzity v roce 1971. Hlavní sídlo školy je v Paříži v 6. obvodu v Latinské čtvrti v ulici Rue de l'École de Médecine, ale její fakulty se nacházejí také v dalších obvodech i mimo Paříž ve městech Montrouge, Malakoff a Boulogne-Billancourt. Nese jméno francouzského filozofa a Reného Descartese. Škola má 10 fakult, na kterých se vyučuje především lékařství, stomatologie, biomedicína, farmacie, biologie, ale rovněž psychologie, právo, matematika a informatika aj. Ve školním roce 2009/2010 měla škola kolem 33 500 studentů. Součástí univerzity je i Muzeum dějin lékařství a univerzita spravuje tři významné knihovny – Bibliothèque interuniversitaire de médecine (Meziuniverzitní lékařská knihovna) a Bibliothèque interuniversitaire de pharmacie (Meziuniverzitní farmaceutická knihovna), které jsou od roku 2011 sloučeny do Bibliothèque interuniversitaire santé (Meziuniverzitní knihovna zdraví) a Bibliothèque de sciences humaines et sociales Paris Descartes-CNRS (Knihovna humanitních a společenských věd Paříž Descartes-Národní výzkumné centrum).